# Едуард Лиър
Едуард Лиър (на английски: Edward Lier) е английски художник, илюстратор, музикант, автор и поет на Лимерик.

## Биография
Едуард Лиър е роден на 12 май 1812 г. в семейство от средната класа в Холоуей, Северен Лондон, Великобритания. Той е предпоследното от 21 деца (и най-малкото от оживелите) на Ан Кларк Скерет и Джеремая Лиър, борсов посредник, който преди това е работил в семеен бизнес за рафиниране на захар.
През целия си живот Лиър страда от здравословни проблеми. От шестгодишна възраст страда от чести епилептични припадъци и бронхит, астма, а по-късно и частична слепота. Лиър преживява първия си припадък на панаир близо до Хайгейт с баща си. Случилото се го изплашва и смущава. През целия си живот изпитва вина и срам от своето епилептично състояние. Дневниците му на зрели години показват, че той винаги е усещал началото на всеки пристъп навреме, за да напусне публичното място, където се намира. Когато е на около седем години, започва да показва признаци на депресия, вероятно поради несигурността на детството си. Страда от периоди на тежка меланхолия, които сам нарича „Морбидите“.
Лиър свири на пиано, но и на акордеон, флейта и малка китара. Той композира музика към много романтически и викториански стихотворения, но е известен най-вече с многото си музикални интерпретации на поезията на Алфред Тенисън. Публикува четири такива интерпретации през 1853 г., пет през 1859 г. и три през 1860 г. Това са единствените музикални интерпретации на поезията му, одобрени от самия Тенисън. Лиър композира музика и за много от своите нонсенсови стихотворения, включително „Бухалът и котката“, но са оцелели само две от партитурите му. Въпреки че никога не е свирил професионално, той изпълнявал свои собствени нонсенсови песнички и интерпретации на чужда поезия на безброй събирания, понякога добавял свой текст (както при песента „Нервното семейство“), а понякога заменял сериозни текстове с детска реч.
Наред с други пътувания той посещава Гърция и Египет през 1848 – 1849 г. и обикаля Индия през 1873 – 1875 г., включително кратко отскачане до Цейлон. Докато пътешества, създава големи количества акварели в отличителен стил, които по-късно превръща в студиото си в маслени картини. Неговият пейзажен стил често показва гледки със силна слънчева светлина, с интензивни контрасти на цветовете.
Между 1878 и 1883 г. Лиър прекарва лятото си в Монте Дженерозо, планина на границата между швейцарския кантон Тичино и италианския регион Ломбардия.
Пътува често из Османската империя и оставя редица натуралистични пейзажи от Албания и Македония. В крайна сметка се установява в Санремо, на любимия си средиземноморски бряг, през 1870-те, във вила, която сам нарича „Вила Тенисън“.
Умира на 29 януари 1888 г. в Санремо.

## Литературно наследство
През 1846 г. Лиър публикува „A Book of Nonsense“, сборник с лимерици, който претърпява три издания и популяризира формата и жанра на литературния нонсенс. През 1871 г. той публикува „Nonsense Songs, Stories, Botany and Alphabets“ (Безсмислени песни, истории, ботаника и азбуки), която включва най-известната му нонсенсова песен „Бухалът и котката“, която той пише за децата на своя покровител Едуард Стенли, 13-и граф на Дерби.

## Галерия
- Храм на Венера и Рома, Рим, 1840
- Мелфи, град в регион Базиликата в Южна Италя
- Енидже Вардар, 1851
- Водопадите на Калама, Албания 1851
- Масада на Мъртво море, 1858
- Челано, 1878

## Илюстрации
- Червен ара от първата му книга, 1830
- Невестулка, 1832
- Шимпанзе, 1835
- Бухал, 1837
- Бухал, в най-типичния за Лиър стил
- Автопортрет на Лир, илюстриращ истински случай, когато срещнал непознат, който твърдял, че „Едуард Лир“ е само псевдоним. Лир (вдясно) показва на непознатия (вляво) вътрешността на шапката си, с името му в подплатата.
- Илюстрация към Една млада дама от Хъл
- Карикатурен автопортрет (1870)